# بنية العراق التحتية
يصف مصطلح "البنية التحتية للعراق" البنية التحتية للعراق. على مر تاريخ العراق، تأثرت بنيته التحتية، بالإضافة إلى سياسته واقتصاده، بالصراعات المسلحة؛ ولم يكن أخطرها غزو عام 2003 وإعادة الإعمار التي تلاه.

## ينقل
العراق لديه 45,550 كم من الطرق، مع 38400 كم، منها ممهدة (تقديرات عام 1996) يوجد في العراق 4350 كم من خطوط أنابيب النفط الخام، و1360 كم للغاز الطبيعي.
يوجد حوالي 113 مطارًا (تقديرات عام 1999). تشمل المطارات الرئيسية
- مطار بغداد الدولي
- مطار البصرة الدولي
- مطار الموصل الدولي
- مطار أربيل الدولي
- مطار السليمانية الدولي
- مطار النجف الدولي

يتمتع العراق بشبكة نقل سكك حديدية واسعة. في نوفمبر/تشرين الثاني 2008، بدأ تشغيل خدمة مترو بغداد.

## طاقة
لا تزال بغداد تعاني من انقطاعات متكررة للتيار الكهربائي. في صيف عام 2004 الحار، لم تكن الكهرباء متوفرة إلا بشكل متقطع في معظم مناطق المدينة. ووفقًا لأحد أعضاء فريق بول بريمر، تفاقمت مشاكل الكهرباء بسبب زيادة استخدام مكيفات الهواء التي كانت محظورة في السابق في عهد صدام حسين.

## صحة
خلال حرب الخليج عام 1991، ألحق القصف الجوي أضرارًا بالغة بشبكة الكهرباء التي تُشغّل محطات الضخ وغيرها من مرافق توصيل مياه الشرب ومعالجة مياه الصرف الصحي، مما تسبب في مشاكل جسيمة في إمدادات المياه والصرف الصحي في العراق. وفاقمت العقوبات التي فرضتها الأمم المتحدة في نهاية حرب الخليج هذه المشاكل بحظر استيراد قطع غيار المعدات والمواد الكيميائية، مثل الكلور، اللازمة للتطهير.
أدى غزو العراق عام 2003 إلى مزيد من التدهور في أنظمة إمدادات المياه والصرف الصحي والكهرباء في العراق. وسُلبت معدات محطات المعالجة ومحطات الضخ ومحطات التوليد وإمداداتها وأسلاكها الكهربائية من قِبل اللصوص. وتشتتت الكوادر الهندسية والفنية العاملة، التي كانت كفؤة في السابق، أو غادرت البلاد. وواجهت جهود إعادة الإعمار دولةً تعاني من تدهور شديد في بنيتها التحتية.

## الاتصالات
أدت حرب العراق عام 2003إلى انقطاع الاتصالات بشكل كبير في جميع أنحاء العراق، بما في ذلك الاتصالات الدولية. وتشرف الوكالة الأمريكية للتنمية الدولية على إصلاح أنظمة التحويل وبناء مرافق الاتصالات المتنقلة والأقمار الصناعية.
خطوط الهاتف الرئيسية المستخدمة : 833,000 (اعتبارًا من عام 2005) عدد الهواتف الخلوية المحمولة : 9,000,000 (اعتبارًا من عام 2005) شبكة الهاتف المحلية : أُجريت إصلاحات على المحولات والخطوط. خدمة الهاتف الخلوي متوفرة منذ عام 2004. لا تزال خدمة الهاتف الخلوي متقطعة في بعض المواقع، ومن المتوقع أن تتحسن أكثر. يو إس إيه توداي من عام 2005 حول العراق واتصالاته. عراقنا، وهي شركة تابعة لشركة أوراسكوم للاتصالات، يقودها شامل حنفي، مدير العمليات، وهو قائد أكبر مزود لخدمات الهاتف المحمول GSM في العراق، والمعروف أيضًا باسم سام حنفي، وزارة الدفاع الأمريكية [مقاول وزارة الدفاع] نجح في تأمين والفوز بالعقد الحصري لنشر شبكة الهاتف وGSM لوزارة الدفاع الأمريكية ووزارة الخارجية الأمريكية وقوات التحالف.
الاتصالات الدولية :
- محطتان أرضيتان تابعتان لأقمار Intelsat (واحدة في منطقة المحيط الأطلسي، وواحدة في منطقة المحيط الهندي)
- محطة أرضية واحدة للأقمار الصناعية إنترسبوتنيك (منطقة المحيط الأطلسي)
- محطة أرضية واحدة للأقمار الصناعية عربسات (غير عاملة)
- كابل محوري ومحول راديو ميكروويف إلى الأردن والكويت وسوريا وتركيا (من المحتمل أن الخط إلى الكويت غير جاهز للتشغيل)

قناة العراقية (أو شبكة الإعلام العراقي ) هي مؤسسة البث العامة الرئيسية في العراق.
منذ الإطاحة بصدام حسين، أصبح الإنترنت في العراق شائعًا. تواجه شركة أوروكلينك، التي كانت في الأصل مزود خدمة الإنترنت الوحيد في العراق، منافسةً من مزودي خدمة إنترنت آخرين، بما في ذلك خدمات الإنترنت عبر الأقمار الصناعية عريض النطاق من مراكز VSAT في الشرق الأوسط وأوروبا. أما مزود خدمة الاتصالات العسكرية الرائد في العراق فهو Ts 2.